# Adonisea eximia
Adonisea eximia là một loài bướm đêm trong họ Noctuidae.